# Burg Wallrabenstein
Die Burg Wallrabenstein (niederländisch Burcht Wallrabenstein, englisch Wallrabenstein Castle) ist die Ruine einer Burg im Ortsteil Wallrabenstein der hessischen Gemeinde Hünstetten im Rheingau-Taunus-Kreis. Sie gehörte zu Nassau-Idstein.

## Geschichte
Graf Walram IV. von Nassau-Idstein, der sich zeitweise auch urkundlich Walrab(e) nannte und als solcher im Umfeld bekannt war, Sohn von Graf Adolf I. von Nassau-Idstein veranlasste den Bau der Burg um 1390. Die Burg diente, zusätzlich zum Bechtheimer Gebück, zur Sicherung der Nordostgrenze des nassauischen Territoriums sowie des grenznahen Ortes Holtzhausen, dessen Bewohner sich in der Folgezeit direkt bei der Burg ansiedelten. Nördlich des nassauischen Territoriums zeichneten sich in den zur vormaligen Grafschaft Diez gehörigen Ländereien neue Machtkonstellationen ab. 1390 starb auch der ältere Bruders des Grafen, der streitbare und mächtige Erzbischof von Mainz, nach dem die Nassauer zunächst nicht mehr den neuen Erzbischof von Mainz stellten. Walram IV. selbst starb am 7. November 1393, 40-jährig, noch bevor sein Sohn Adolf II. von Nassau-Idstein die Burg im selben Jahr fertigstellen ließ. Später verpfändete dieser sie an Henne von Reifenberg. 1406 erfolgt durch neun Schiedsleute die Beilegung eines Zwistes über „Walrabenstein“ zwischen Adolf II. Graf zu Idstein und Hengin von Reifenberg. 1427 wurde „Walrabensteyn“ als Auszahlungsort des Mannlehens der Gebrüder Walpboden von Paffendorf (Pfaffendorf) festgelegt, die auch Burglehnsnehmer der Nassauer waren.
Ab 1439 wurde das „Schloß Walrabenstein“ von Graf Johann von Nassau an Marsilius von Reifenberg verpfändet und wohl weiter als Alterssitz genutzt. Während der Mainzer Stiftsfehde schlossen Graf Johann von Nassau-Wiesbaden und Philipp von Katzenelnbogen 1463 einen Vertrag über die Neutralität ihrer beiderseitigen Schlösser, der auch „Walrabenstein“ umfasste. Eine Kellerrechnung aus dem Jahr 1549 beweist, dass die Burg da noch bewohnt und in gutem Zustand war. 1551 schrieb allerdings der Bewohner der Burg, Martin Molnfritz (nassauischer Sekretär), an den Grafen Phillipp von Nassau-Idstein wegen des Verfalls der Burg. 1563 wurde der Bau der Pforten zu Wallrabenstein mit Beitrag der Gemeinden Bechtheim, Beuerbach und Ketternschwalbach initiiert, der sich jedoch über Jahre hinzog. 1564 überschrieb Graf Balthasar von Nassau-Idstein (1520–1568) seiner Gemahlin, Gräfin Margaretha von Isenburg (1542–1612/1613), „Schloß und Amt Walrabenstein“ mit den Dörfern Beuerbach, Bechtheim, und Kettern-Schwalbach zum Wittum. 1567 verzichtete Gräfin Margaretha von Nassau, Gemahlin des Grafen Balthasar, nach Überweisung des Schlosses, Fleckens und Amtes Wallrabenstein auf alle Erbansprüche an die Wiesbaden-Idsteinschen Lande. 1572 verpfändete Graf Johann von Nassau-Saarbrücken als Vormund des Grafen Johann Ludwig von Nassau-Wiesbaden-Idstein die zur Burg Wallrabenstein gehörigen Güter für 6 Jahre an Löer Henne. 1577 bis 1578 erhielten die von Walderdorff ein Nassau-Idsteiner Burglehen von 6 Gulden im „Schloss Wallrabenstein“, von 1484 bis 1711 bestand ein Mannlehen.
Im Dreißigjährigen Krieg wurde die Burg teilweise zerstört und unbewohnbar gemacht. Johann Graf zu Nassau schloss sich 1630 dem Schwedenkönig Gustav Adolf an und erklärte dem Kaiser den Krieg. Ab 1634 eroberten und plünderten kaiserliche Truppen die Herrschaft Idstein. Für 1639 ist im Rahmen von Auseinandersetzungen um die Rechte der Hofleute zu Kirberg die Burgfreiheit der Familien von Wallrabenstein dokumentiert. 1671 bestätigte Johann Graf zu Nassau seinen Untertanen in der Gemeinde Wallrabenstein Freiheit von Frondiensten, Leibeigenschaft und Besthauptabgaben, legte ihnen aber die Verpflichtung auf, nach und nach eine Mauer um den Ort zu bauen sowie Fuhren zu stellen für den Fall des Wiederaufbaus der Burg. 1677 pachtete Philipp Schneider die herrschaftlichen Güter zu Wallrabenstein auf 6 Jahre unter Befreiungen von extraordinären Kriegsbeschwerden. 1690 verkaufte Georg August Fürst von Nassau für 100 Reichstaler eine Wiese mit dem Schloßberg zu Wallrabenstein an den Schultheißen zu Wallrabenstein, Joh. Philipp Schneider. 1706 kam es zum Verkauf der Burg und nachfolgend zu Streitigkeiten. Bis das Anwesen in den heutigen Privatbesitz gelangte, waren mehr als vierzehn Eigentümer zu verzeichnen.

## Anlage
Die Ruine aus lokalem Schieferbruchstein zeigt noch die Schildmauer mit sechseckiger Ecktourelle auf der südöstlichen und einer Rundtourelle an der südwestlichen Ecke der Anlage. Da Südwest- und Südostseite Hauptangriffsseiten der Hangburg waren, weist hier die Schildmauer mit 2,55 m eine etwas höhere Mauerstärke als der nach Nordosten gerichtete Abschnitt auf. In einzelnen Bereichen sind noch Reste des Rundbogenfrieses unterhalb der Brustwehr zu sehen, erkennbar an den Kragsteinen. Der Wehrgang wird über Rundbögen auf der Innenseite an den Tourellen vorbei geführt. Darüber hinaus ist noch ein Großteil des Hauptturms mit einer Resthöhe von 14 m in der Südwestmauer erhalten. Dieser ragt aus der Schildmauer nur wenig nach außen vor und hat bei einer Mauerstärke von 2 m einen für einen Bergfried relativ kleinen Gesamtdurchmesser von 6,5 m. Das ursprünglich nicht direkt zugängliche Erdgeschoss besitzt ein Kreuzgratgewölbe mit „Angstloch“. Der einzige Zugang zum Turm befand im oberen Geschoss über ein noch erhaltenes Rundbogentor vom Wehrgang aus Nordwesten. Die Schildmauer ist vom Hauptturm bis zum nordöstlichen Schenkel wahrscheinlich im Mauerverbund entstanden, worauf auch die durchgängigen Rüstlochreihen hinweisen. Aufgrund des nach Südosten abfallenden Geländes beträgt die Außenhöhe der Schildmauer zwischen 9 und 12,5 m. Der spitzbogige Zugang zur sechseckigen Tourelle, die die Schildmauer um ca. 5 m überragt, erfolgt über die Brustwehr. Der Unterbau beider Tourellen ist massiv.
Das 2,6 m breite und ca. 4 m hohe spitzbogige Haupttor der Burg, weitgehend original erhalten, führte in den Burghof. Hier befindet sich heute  an der Innenseite der Schildmauer ein als Schuppen genutzter Fachwerkanbau. Im daran anschließenden, etwas erhöhten nordwestlichen Teil der Burg sind die Ringmauern bis zum Bodenniveau abgetragen und nur noch als Stützmauer an den Steilhängen erhalten. An den nordöstlichen Schenkel der Schildmauer schloss sich ehemals nach Nordwesten ein Wohnbau mit drei Vollgeschossen an.
Das Büro des Burgenforschers Joachim Zeune ordnet die Burg Wallrabenstein wie die nahezu gleichzeitig entstandenen nassauischen Burgen Ardeck und Philippstein dem Typ der Schildmauerburg zu. Schildmauerburgen waren demnach eine Reaktion auf das Aufkommen weitreichender Wurfmaschinen, die zwischen 1250 und 1400 große Verbreitung fanden.
Sowohl Burg Wallrabenstein als auch die nur 24 km entfernte Burg Ardeck kennzeichnet als Besonderheit die auffällige Kombination einer sechseckigen und einer runden Tourelle mit der Schildmauer. Die übrigen Ähnlichkeiten zwischen beiden Burgen, wie die schlanken Bergfriede mit Zugang über den Wehrgang, die auf Kragsteinen aufsetzenden Rundbogenfriese, die den Wehrgang tragen, und die spitzbogigen Tore können hingegen eher mit zeitgemäßen oder regionaltypischen Einflüssen erklärt werden.
Die Mauerkronen der Ruine wurden im Jahr 2022 in großen Teilen mit Trass-Kalk-Mauermörtel neu aufgemauert, die Mauerabschnitte im Trockenspritzverfahren neu verfugt. Auf exponierten Passagen ersetzt Grauwacke den witterungsempfindlicheren Schieferstein. Die Öffnung am nordöstlichen Schenkel und die dortige Toröffnung konnten als Spitzbogen rekonstruiert werden; die genaue Funktion dieses von der sechseckigen Tourelle geschützten und an der Hangseite liegenden Tores, das bei ähnlicher Konstruktion etwas kleiner als das Haupttor ist, bleibt unklar. Innerhalb der Ruine leiten von unten nicht sichtbare Zinkbleche das Regenwasser ab. Die Kosten für die Sanierung teilten sich die Deutsche Stiftung Denkmalschutz, das Landesamt für Denkmalpflege Hessen, der Bund mit dem Sonderprogramm für Denkmalschutz sowie der Eigentümer.
2024 erhielten die Eigentümer für die Sanierung der Burg Wallrabenstein den Hessischen Denkmalschutzpreis (erster Preis in der Kategorie „Burg und Schloss“).

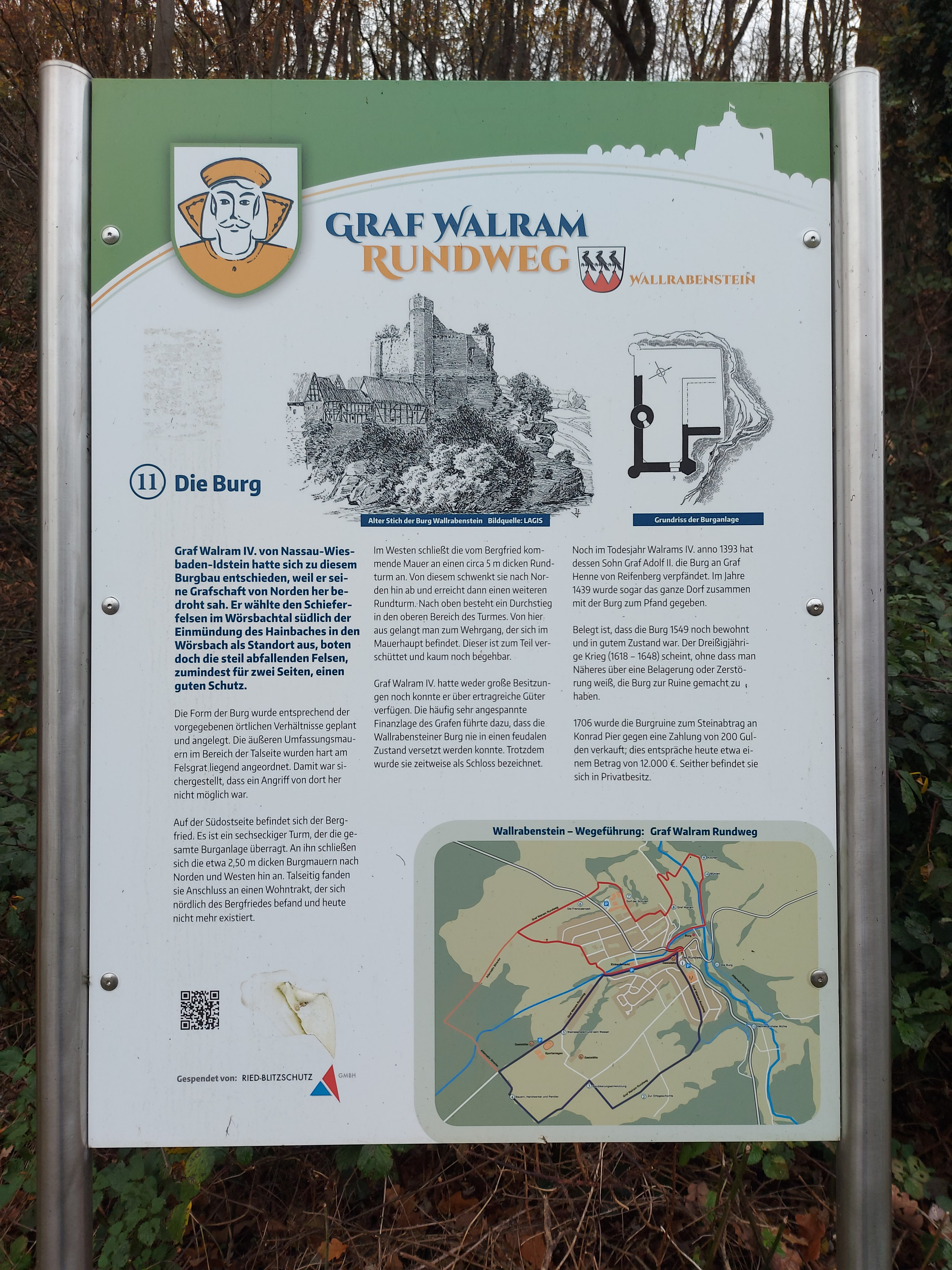
Burg Wallrabenstein Infotafel Wörsbachtal
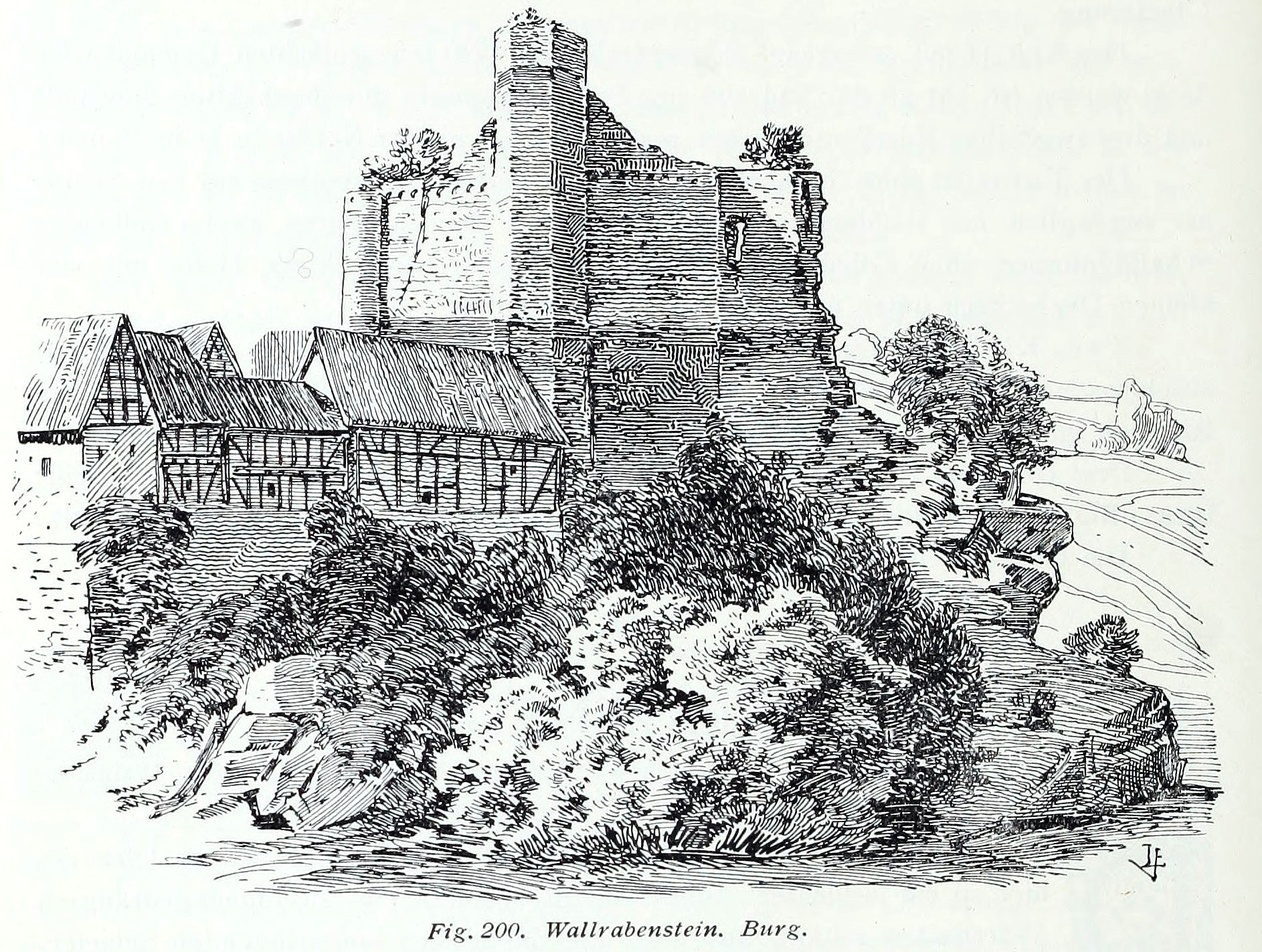
Burg Wallrabenstein um 1914
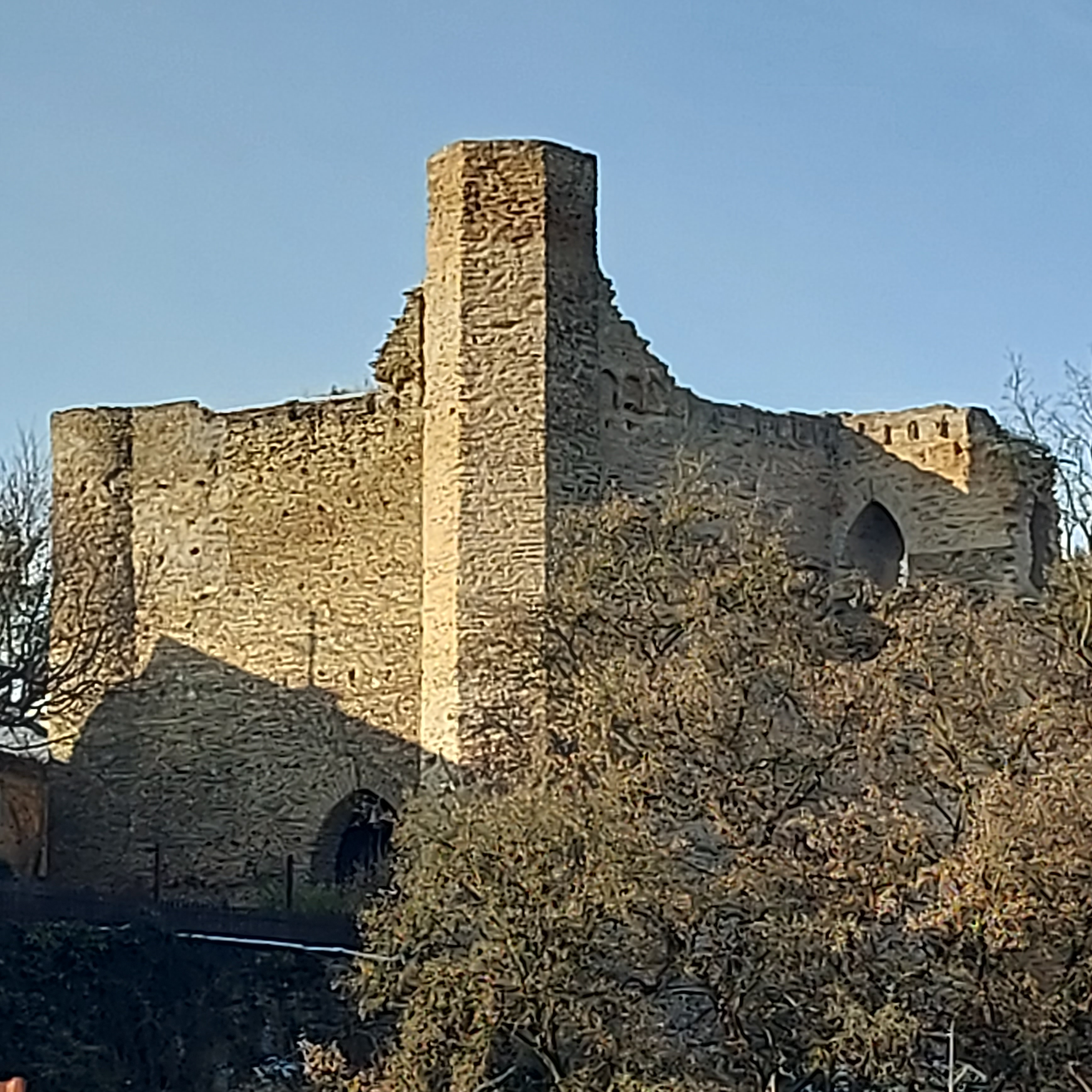
Burg Wallrabenstein von Osten (2023)
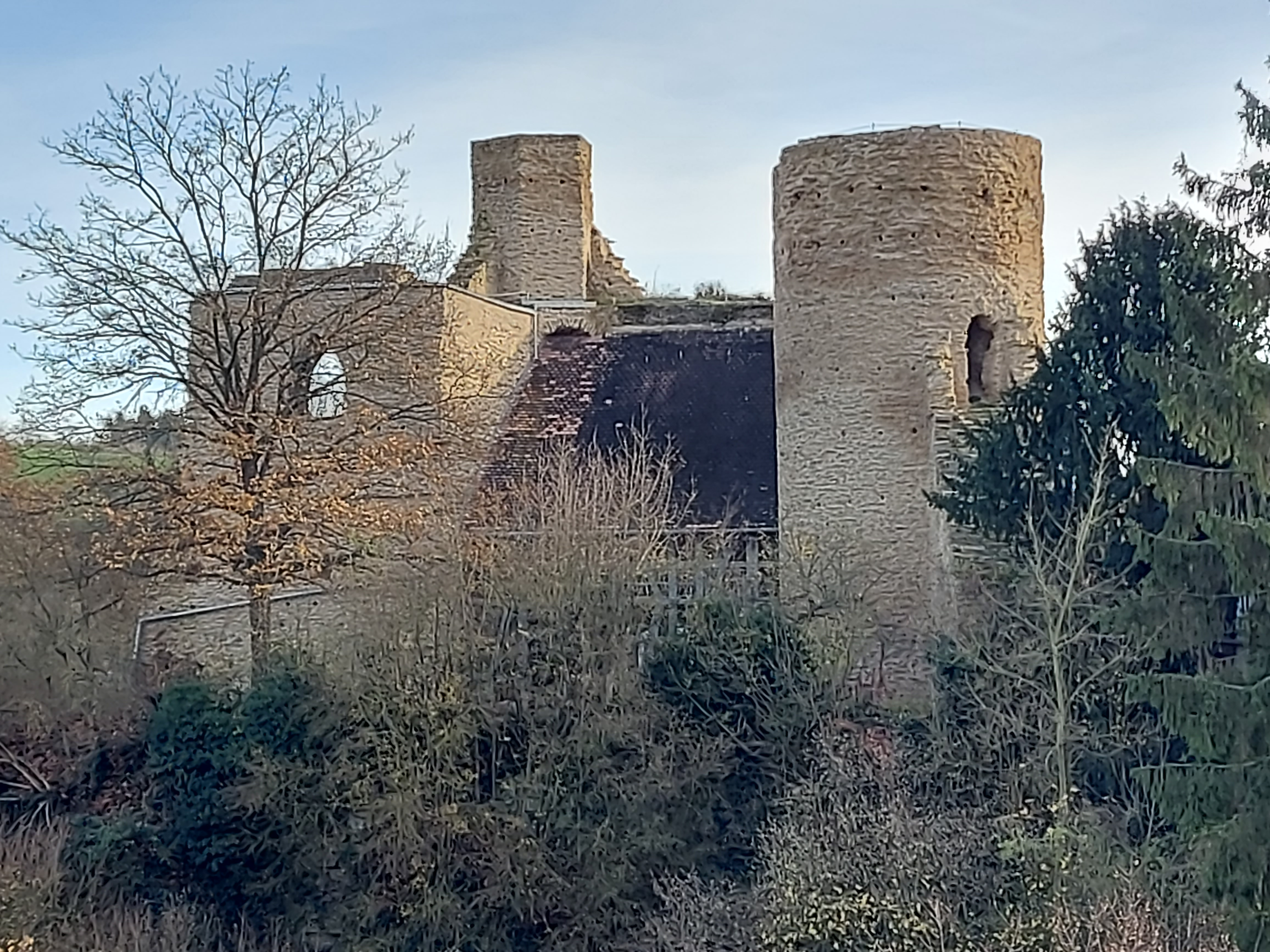
Burg Wallrabenstein von Westen
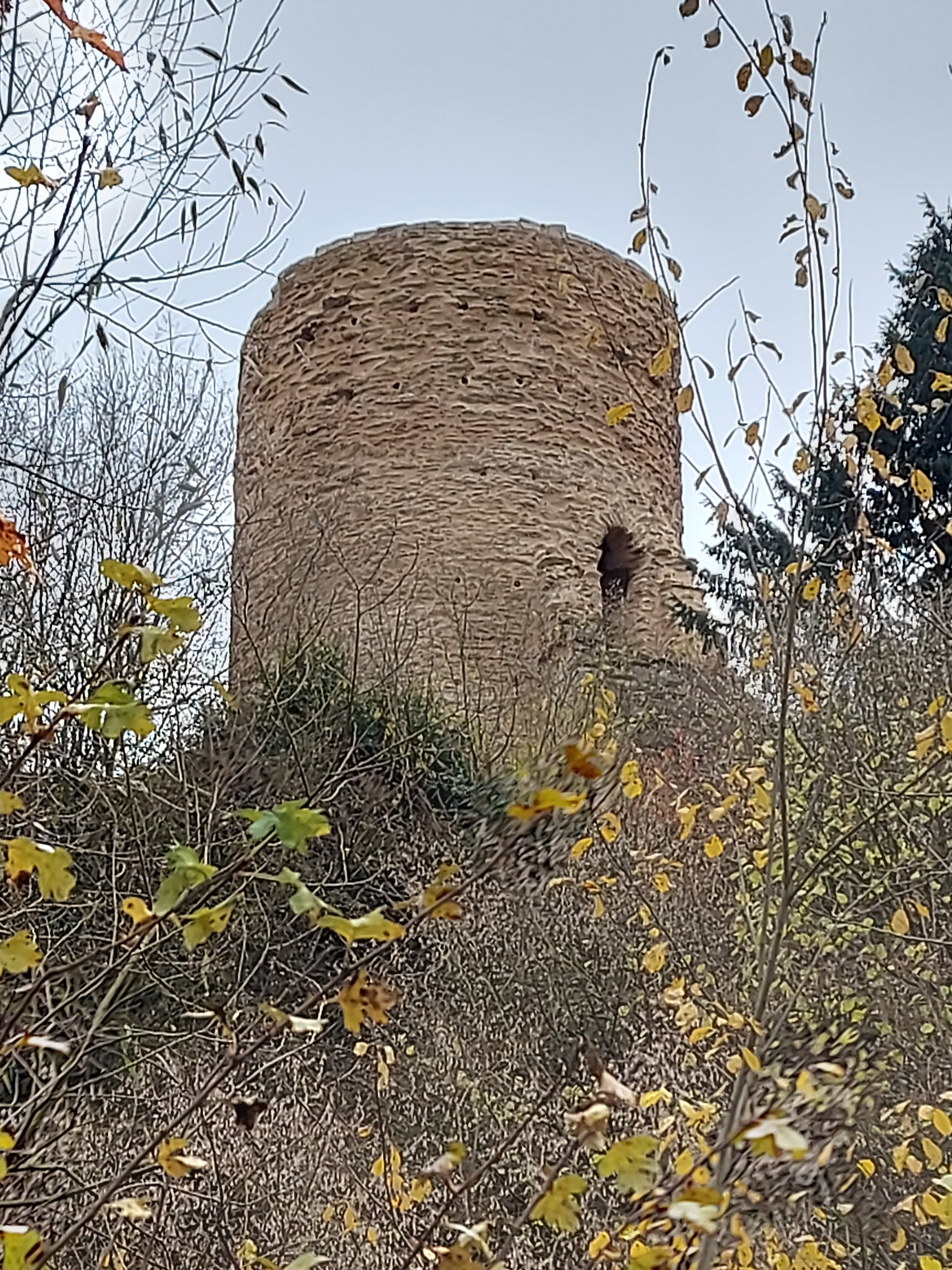
Bergfried mit Zugang vom Wehrgang
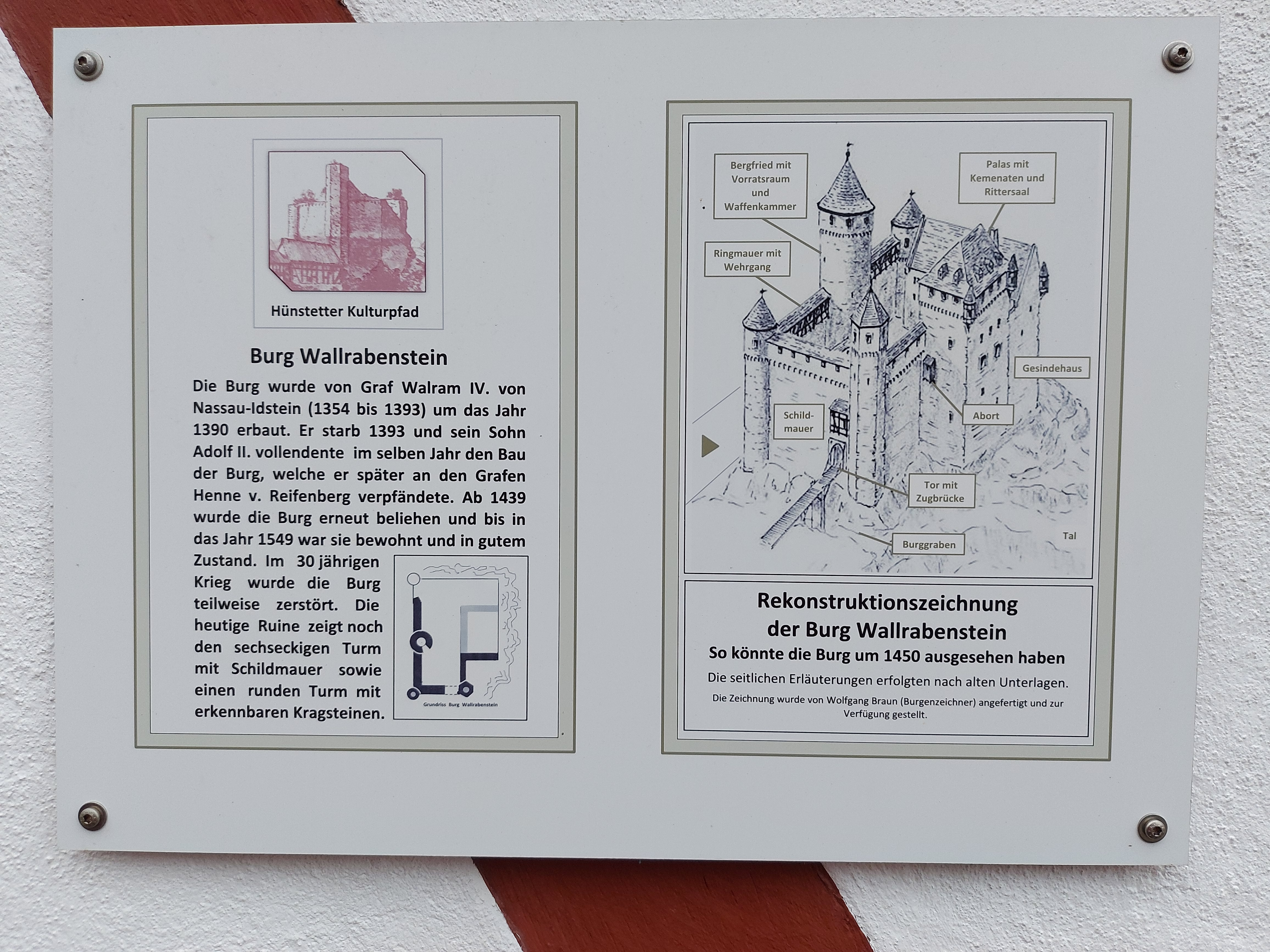
Burg Wallrabenstein Infotafel Burgstraße 19
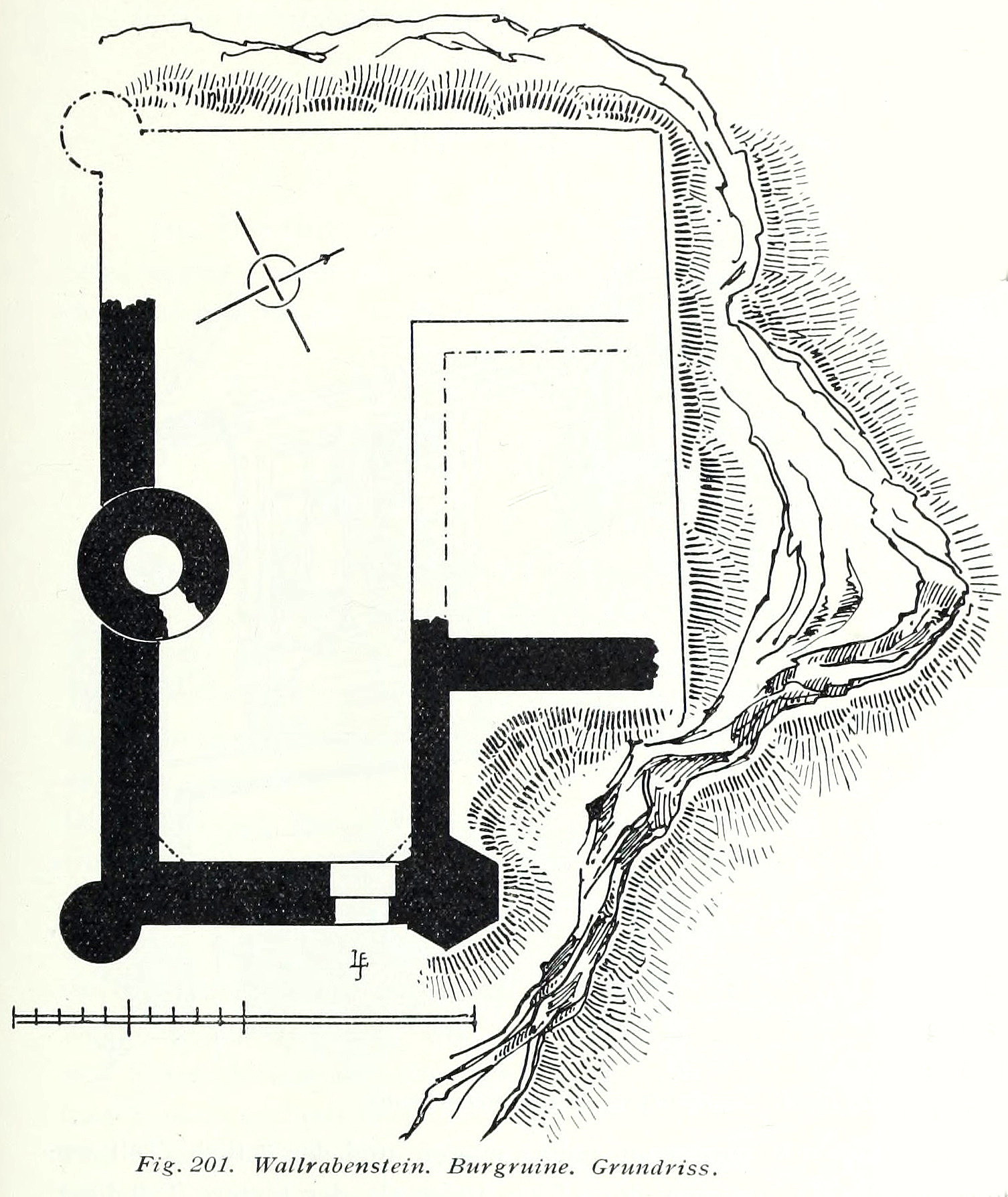
Burg Wallrabenstein Grundriss
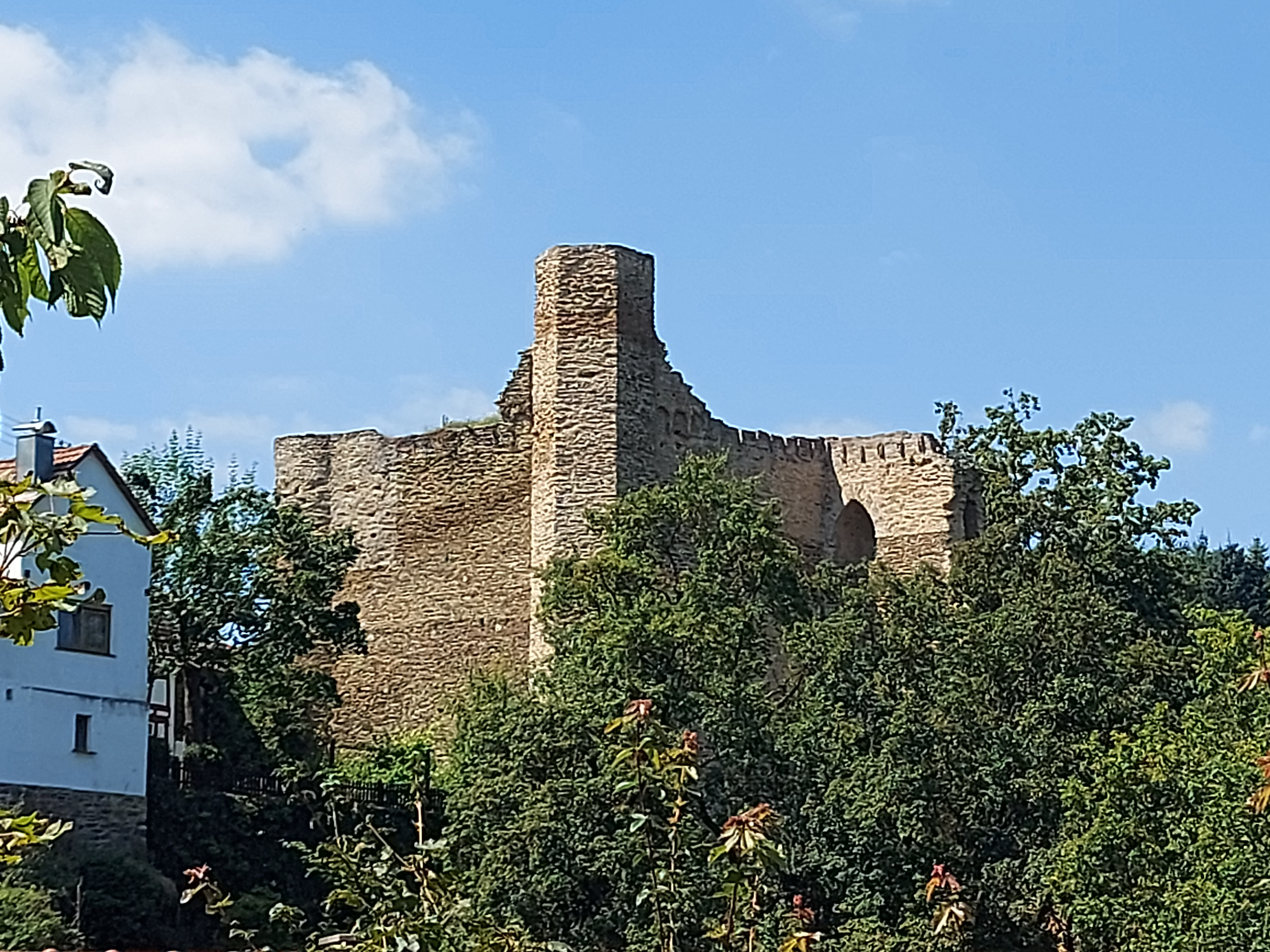
Die Burg im Jahr des Denkmalschutz-Preises
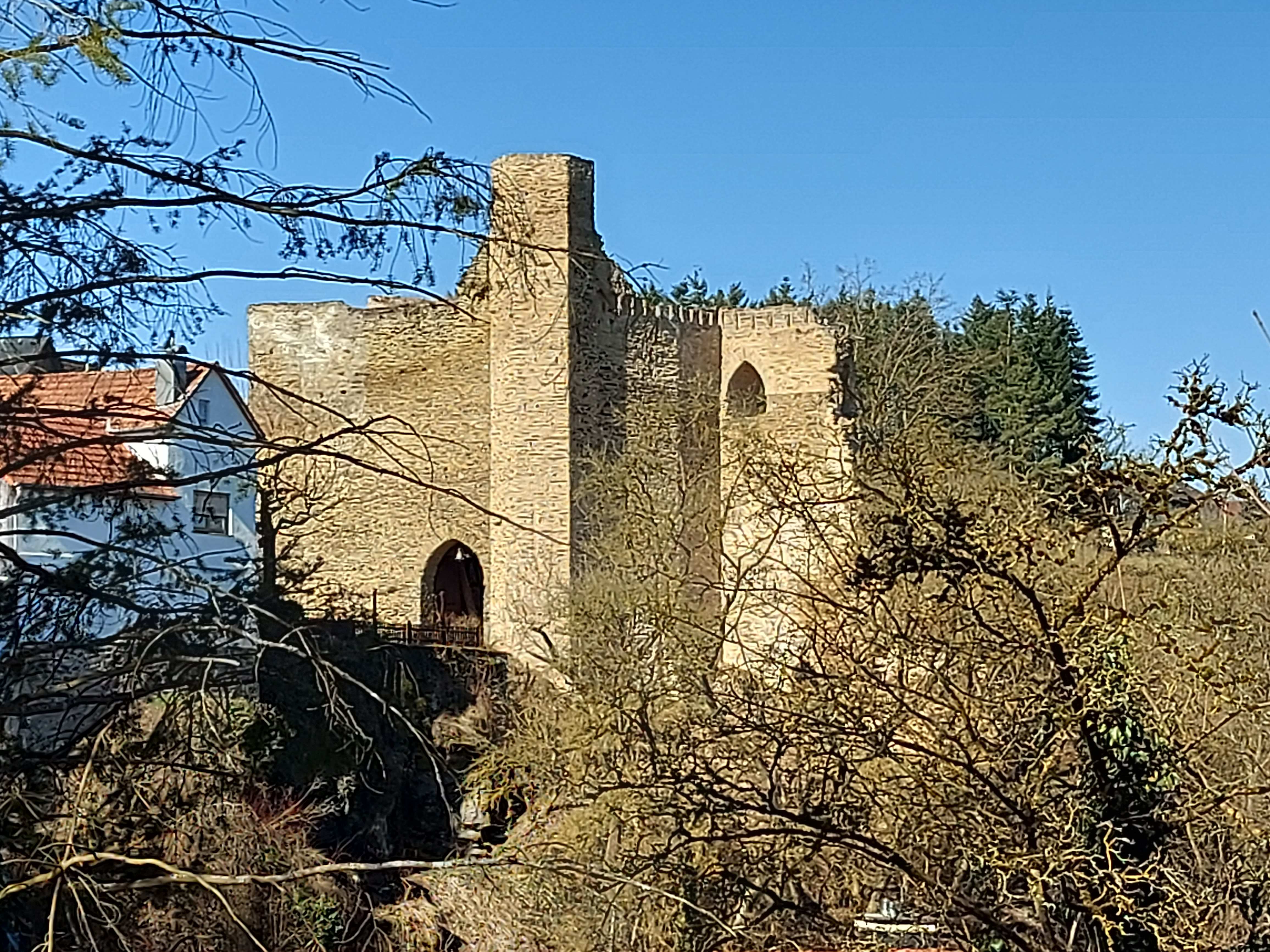
Burg Wallrabenstein (2025)
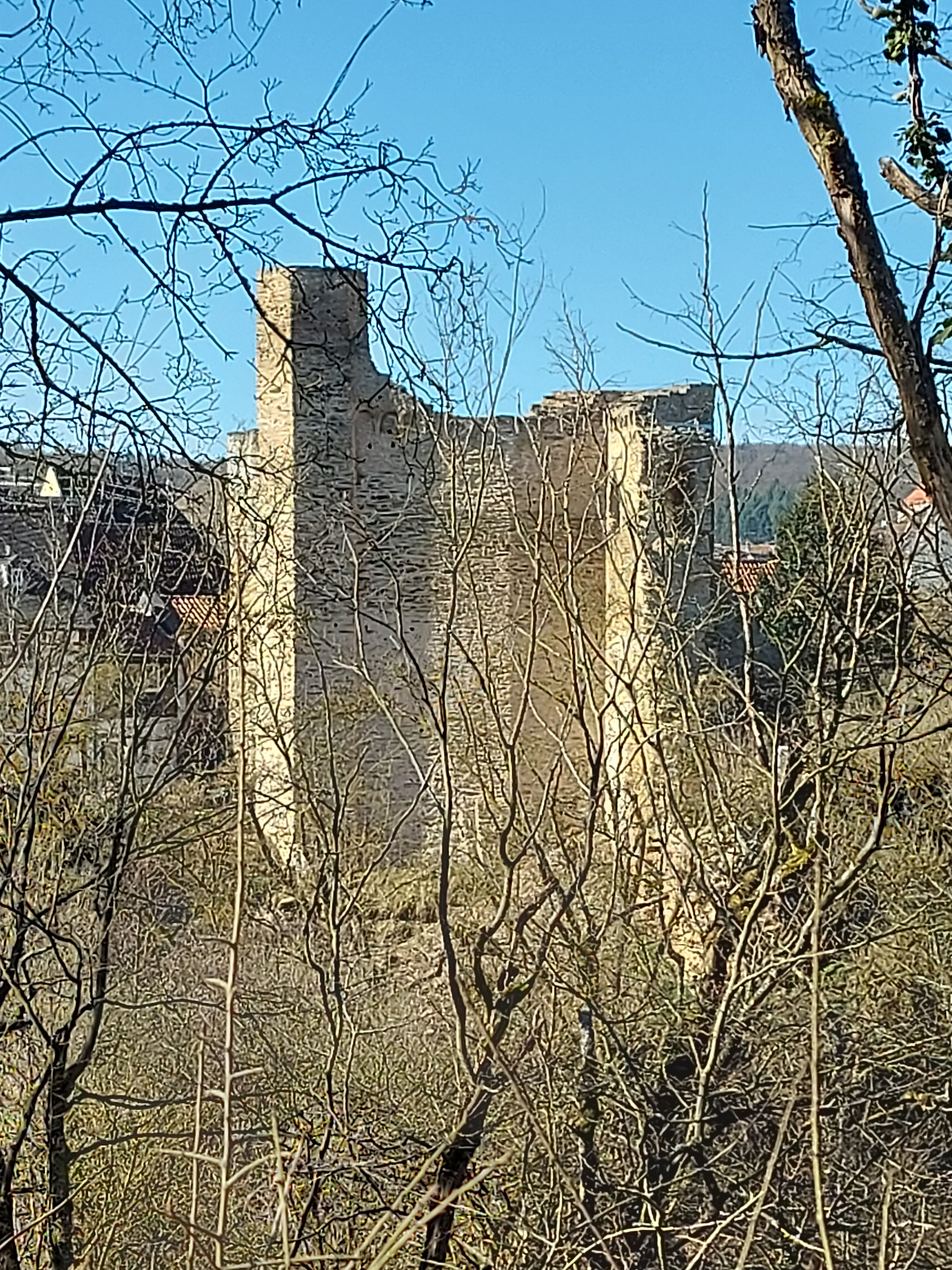
Burg Wallrabenstein von Osten
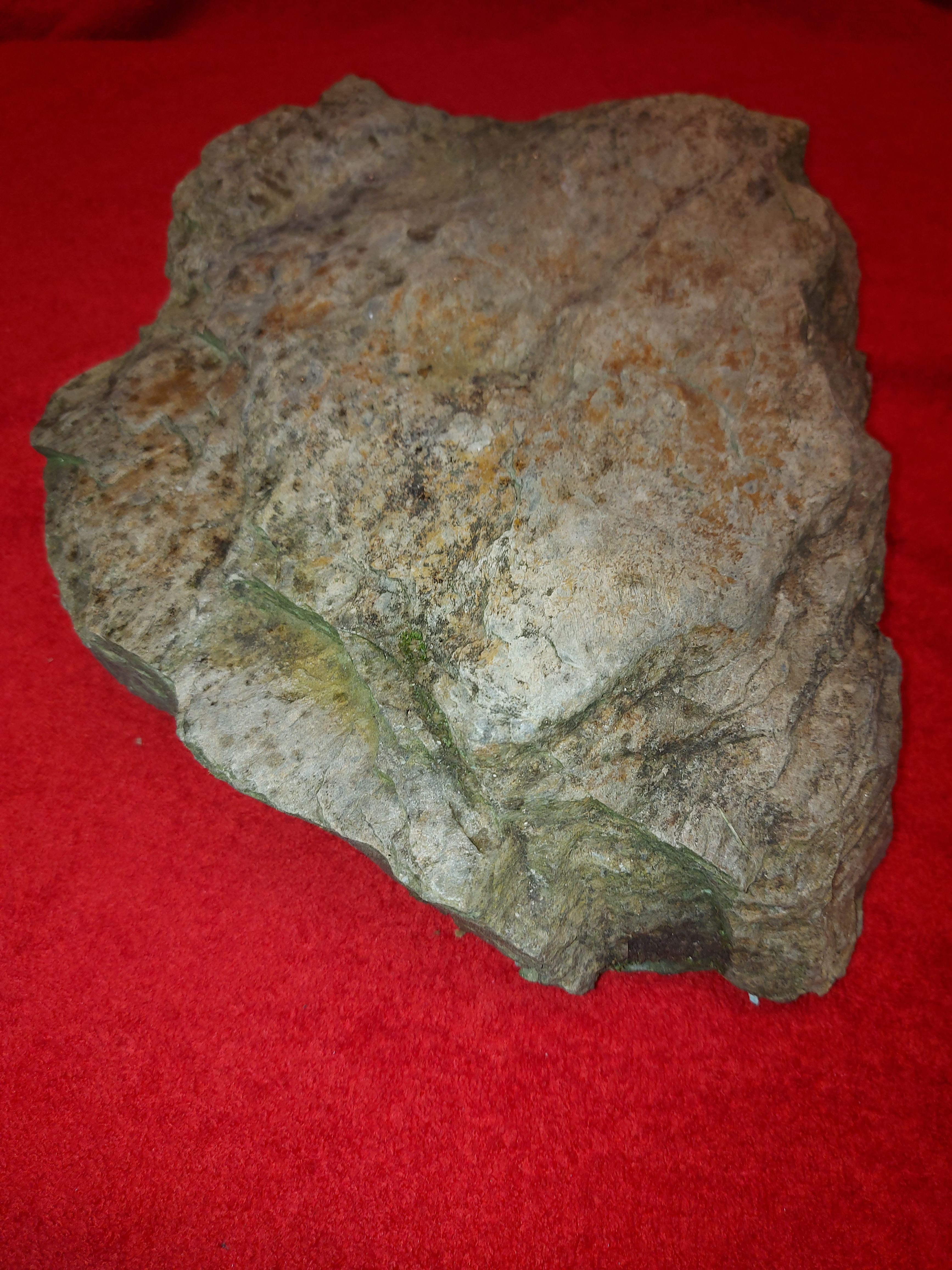
Schieferbruchstein der Burgmauer im Heimatmuseum Hünstetten

## Dokumentationen
- Lotto Hessen/Förderprojekte/hessischer Denkmalschutzpreis 2024 verliehen - Förderprojekte 29. August 2024 - Kultur-Erbe in neuem Glanz. Inklusive YouTube-Video: "Die Jury unterwegs"
- ARD Mediathek/hr-Fernsehen/hessenschau vom 28. August 2024
- Hessischer Rundfunk: Hessenschau (Kultur) - Text und 2 Videos  abgerufen am 28. November 2024